# Jacob Leyssens

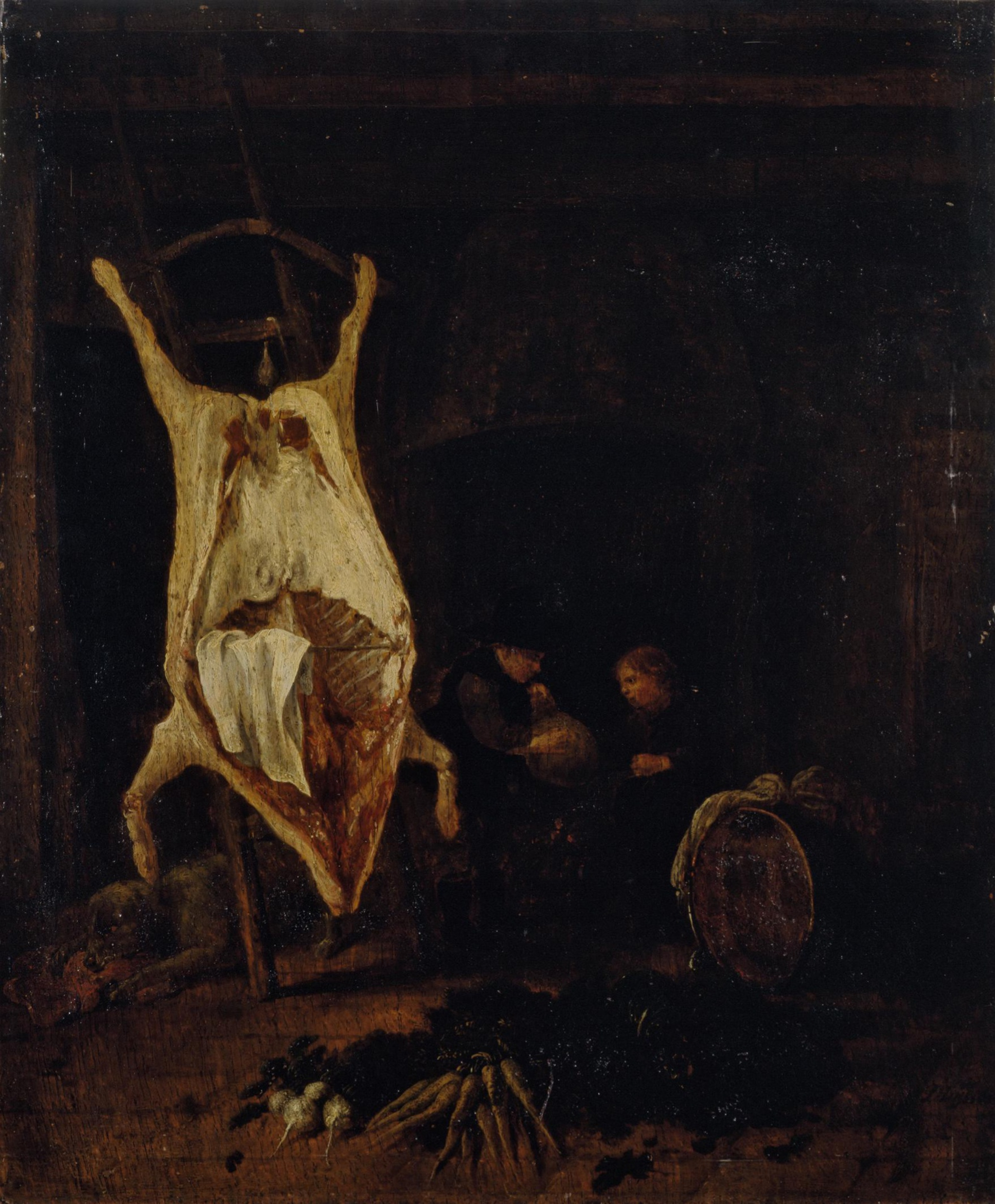
Karkas in een keuken

Jacob Leyssens (naamsvarianten: Nicolaas Leyssens, Jacob Lyssens en N. Lyssens en bijnaam Notenkraker) (Antwerpen, 1661 – aldaar, 1710) was een Vlaamse barokschilder. Na zijn opleiding in Antwerpen verbleef hij lange tijd in Rome. Na zijn terugkeer in Antwerpen was hij actief als schilder en decoratie schilder. Hij werkte regelmatig samen met vooraanstaande Antwerpse stillevenschilders als Gaspar Peeter Verbruggen de Jonge en Jan Baptist Bosschaert.

## Levensloop
Hij werd in 1661 in Antwerpen geboren als zoon van Jacobus en Anthonetta Sas. Hij was een leerling van Peter Ykens in 1674.  Hij trok onmiddellijk na de voltooiing van zijn leer  naar Rome waar hij vanaf 1680 vermeld wordt.  Hij werd er in 1680 op negentienjarige leeftijd lid van de Bentvueghels, een vereniging van voornamelijk Nederlandse en Vlaamse kunstenaars actief in Rome, onder de bijnaam (de zogenaamde bentnaam) Notenkraker. Hij was waarschijnlijk een van de jongste Bentvueghels.
De moeilijke financiële situatie van zijn vader bracht hem er toe naar Antwerpen terug te keren. Hij werd in 1698 bij het Antwerpse Sint-Lucasgilde geregistreerd als "wijnmeester" (een titel gereserveerd voor de zonen van de leden van het gilde), wat er op duidt dat zijn vader op dat ogenblik nog lid was van het gilde.  Hij maakte op 31 januari 1706 een testament maakte omdat hij ziek was. Hij woonde op dat ogenblik bij zijn vader in Hopland.

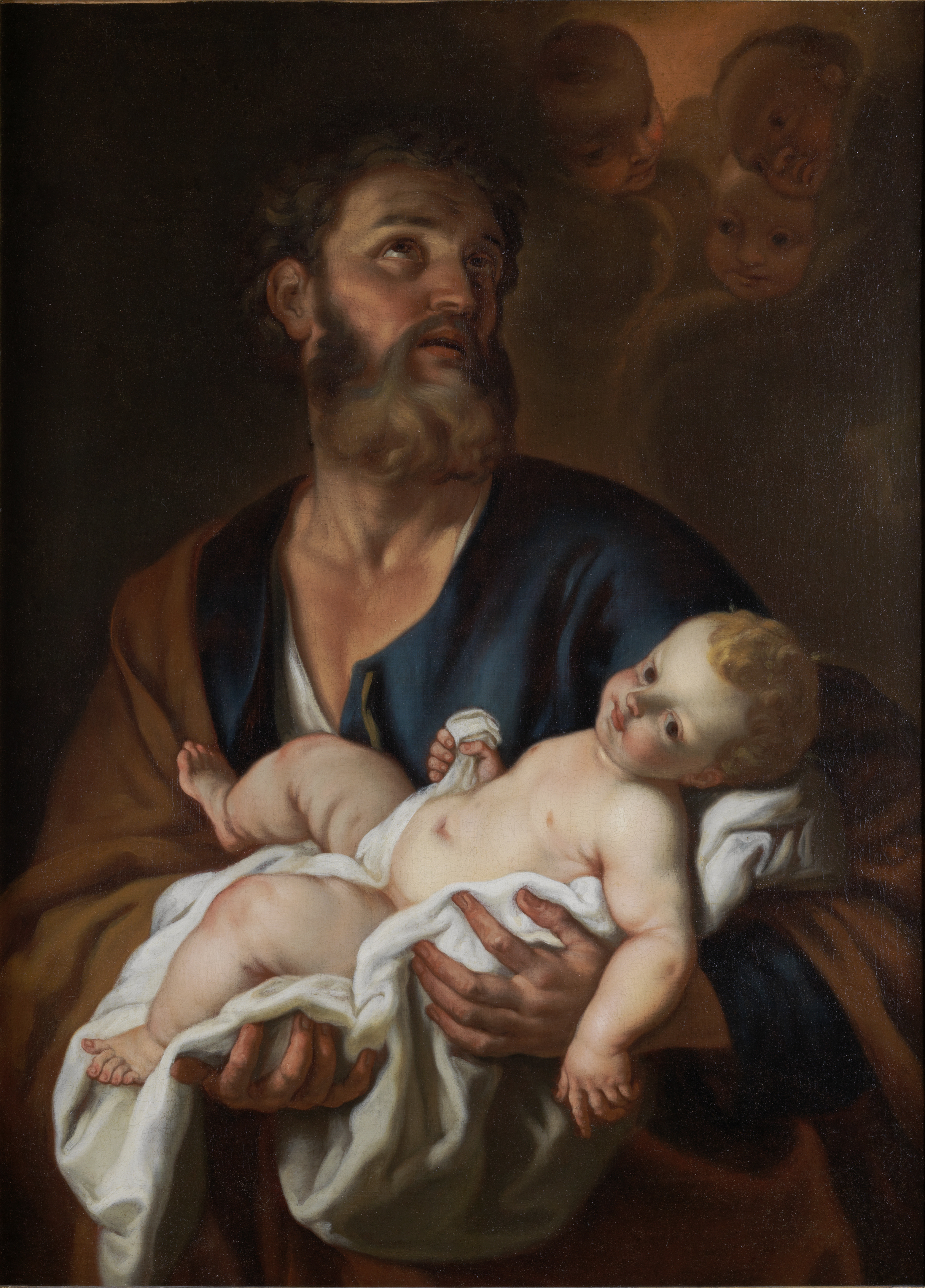
Sint Jozef met het kind Jesus

Hij was actief in Antwerpen als schilder in de periode 1698-1710.

## Werken
Hij verzorgde de decoratie van vele zalen en zolderingen in voorname huizen en gebouwen in samenwerking met andere schilders zoals de stillevenschilders.  De stillevenschilders schilderden de bloemen en andere bijkomende zaken schilderden terwijl Leyssens de stoffage schilderde. In zijn De levensbeschryvingen van Nederlandsche konstschilders en konstschilderessen (1729-1769) verwijst de Nederlandse biograaf Jacob Campo Weyerman naar Jacob Leyssens als een historieschilder hetgeen er op duidt dat hij ook in dit genre schilderde.
Slechts enkele werken van zijn hand zijn overgeleverd waaronder een werk bewaard in het Hermitage in Sint-Petersburg.